# Rádio Tirana

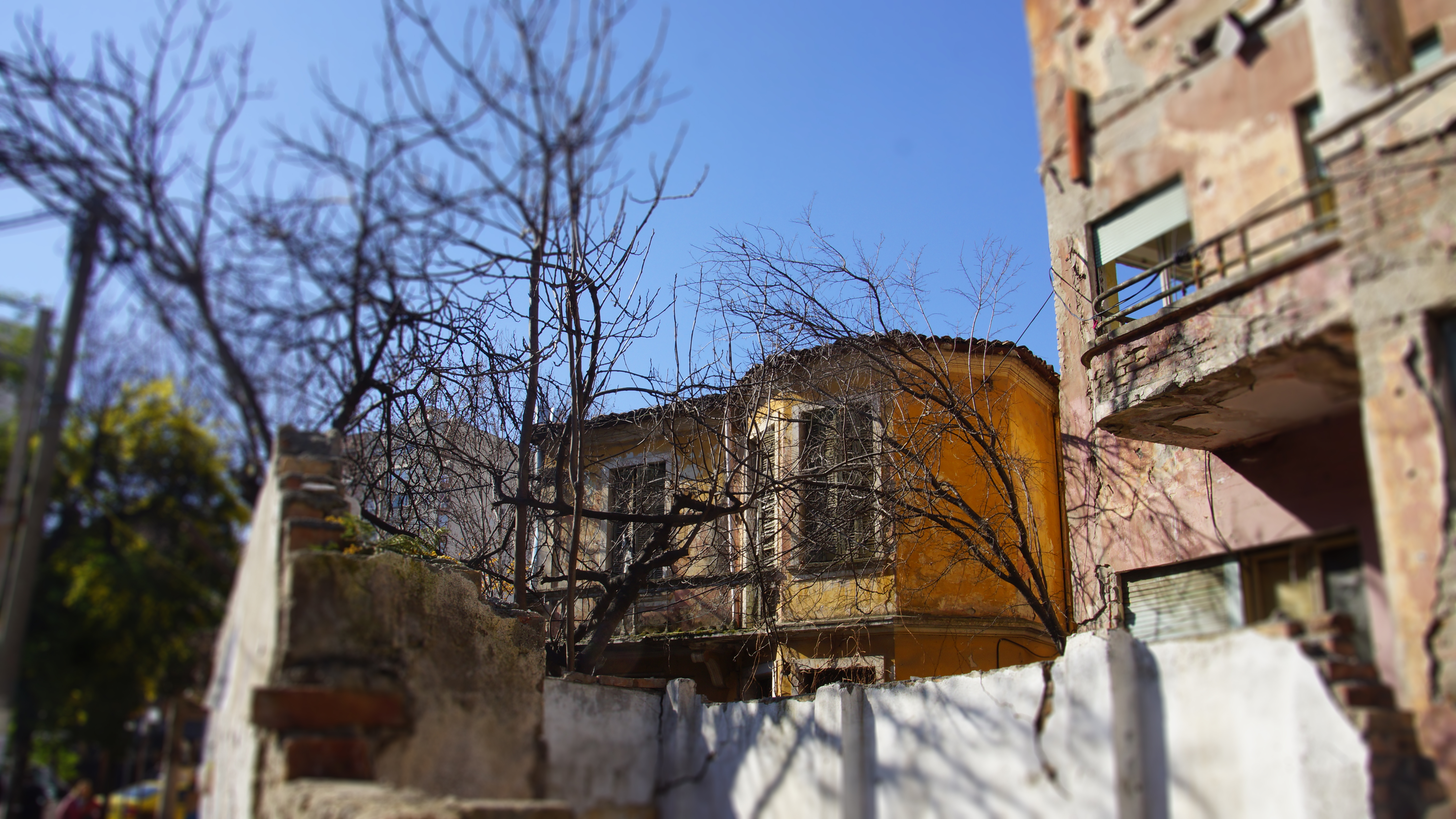
Vila, odkud původně vysílalo rádio Tirana

Rádio Tirana bylo hlavní rozhlasovou stanicí v Albánii od svého založení v roce 1938 až do demokratizace země v roce 1991.
Vysílání první albánské radiostanice odstartoval slavnostně král Zog I. dne 28. listopadu 1938. Rádio vysílalo na krátkých vlnách a bylo první rozhlasovou stanicí, která vysílala v albánském jazyce. Vysílání tehdy trvalo pouze 3 hodiny denně.
V dobách existence socialistické Albánie vysílalo Rádio Tirana v řadě světových jazyků, včetně češtiny, a to především komunistickou, byť antisovětskou propagandu.
V současné době je rozhlasová stanice vlastněná státem, má několik vysílacích kanálů a spravována je společně se státní televizí jako jedna státní společnost s názvem RTVSH (Radio Televizioni Shqiptar)